# Hansjörg Raffl
Hansjörg Raffl (Valdaora, 29 gennaio 1958) è un ex slittinista italiano.

## Biografia
In carriera ha gareggiato sia nel singolo che nel doppio, ma è in quest'ultima specialità che ha raggiunto i successi più prestigiosi; dopo aver iniziato la carriera in coppia con Alfred Silginer, gareggiando con lui fino al 1980, ed aver disputato la stagione successiva con Karl Brunner, ha formato, insieme a Norbert Huber una delle più longeve e premiate coppie nella storia dello slittino.
In Coppa del Mondo ha conquistato il primo podio il 21 gennaio 1979 nel doppio a Imst (3°) e la prima vittoria il 17 gennaio 1982 sempre nel doppio e sempre a Imst. In classifica generale si è classificato al secondo posto nel singolo nel 1978/79, ed ha conquistato otto sfere di cristallo nel doppio, a tutt'oggi ancora record per la specialità detenuto in coabitazione con il suo compagno Norbert Huber.
Ha partecipato a cinque edizioni consecutive dei Giochi olimpici invernali: la prima volta è stata a Lake Placid 1980, dove è giunto quinto nella specialità del doppio; nell'edizione di Sarajevo 1984 ha ottenuto il sesto posto nel doppio, dopo aver compromesso la gara con un grave errore che aveva fatto sbalzare lui e il suo compagno dalla slitta e che l'aveva fatto precipitare dal secondo posto ad un solo centesimo dai primi nell'intermedio al nono posto di manche; quattro anni più tardi a Calgary 1988, nonostante si presentasse con ottime credenziali non ha potuto gareggiare nel doppio, in quanto il suo compagno Norbert Huber ha dovuto dare forfait a causa di un ricovero in ospedale e lo ha sostituito gareggiando al suo posto nella specialità del singolo, ottenendo l'ottava piazza; ad Albertville 1992 ha ottenuto la medaglia di bronzo nel doppio. Si è ritirato dalle competizioni all'indomani della sua ultima partecipazione ai Giochi a Lillehammer 1994 dove ha colto la sua seconda medaglia olimpica centrando l'argento nel doppio (dietro ad un'altra coppia italiana composta dal fratello di Norbert Huber, Wilfried, e da Kurt Brugger).
Ha inoltre conquistato nove medaglie, delle quali due d'oro, ai campionati mondiali, mentre in quelli europei ha ottenuto nove medaglie, due delle quali d'oro.

## Palmarès

### Olimpiadi
- 2 medaglie:
  - 1 argento (doppio a Lillehammer 1994);
  - 1 bronzo (doppio a Albertville 1992).

### Mondiali
- 9 medaglie:
  - 2 ori (gara a squadre a Winterberg 1989; doppio a Calgary 1990);
  - 4 argenti (doppio a Lake Placid 1983; doppio a Winterberg 1989; gara a squadre a Calgary 1990; doppio a Calgary 1993);
  - 3 bronzi (doppio, gara a squadre a Winterberg 1991; gara a squadre a Calgary 1993).

### Europei
- 9 medaglie:
  - 2 ori (doppio a Winterberg 1992; doppio a Königssee 1994);
  - 2 argenti (doppio a Königssee 1988; doppio a Igls 1990);
  - 5 bronzi (doppio a Valdaora 1984; doppio a Hammarstrand 1986; gara a squadre a Königssee 1988; gara a squadre a Igls 1990; gara a squadre a Winterberg 1992).

### Coppa del Mondo
- Miglior piazzamento in classifica generale nel singolo: 2° nel 1978/79.
- Vincitore della Coppa del Mondo nella specialità del doppio nel 1982/83, nel 1984/85, nel 1985/86, nel 1988/89, nel 1989/90, nel 1990/91, nel 1991/92 e nel 1992/93.
- 57 podi (4 nel singolo e 53 nel doppio):
  - 29 vittorie (1 nel singolo e 28 nel doppio);
  - 17 secondi posti (tutti nel doppio);
  - 11 terzi posti (3 nel singolo e 8 nel doppio).

#### Coppa del Mondo - vittorie
| Data             | Luogo             | Paese            | Disciplina               |
| ---------------- | ----------------- | ---------------- | ------------------------ |
| 17 gennaio 1982  | Imst              | Austria          | Doppio con Karl Brunner  |
| 7 febbraio 1982  | Tatranská Lomnica | Cecoslovacchia   | Doppio con Norbert Huber |
| 16 gennaio 1983  | Imst              | Austria          | Doppio con Norbert Huber |
| 30 gennaio 1983  | Lake Placid       | Stati Uniti      | Doppio con Norbert Huber |
| 16 dicembre 1984 | Sarajevo          | Jugoslavia       | Singolo                  |
| 16 dicembre 1984 | Sarajevo          | Jugoslavia       | Doppio con Norbert Huber |
| 18 gennaio 1985  | Igls              | Austria          | Doppio con Norbert Huber |
| 22 dicembre 1985 | Valdaora          | Italia           | Doppio con Norbert Huber |
| 16 febbraio 1986 | Lake Placid       | Stati Uniti      | Doppio con Norbert Huber |
| 11 gennaio 1987  | Valdaora          | Italia           | Doppio con Norbert Huber |
| 24 gennaio 1988  | Sankt Moritz      | Svizzera         | Doppio con Norbert Huber |
| 18 dicembre 1988 | Igls              | Austria          | Doppio con Norbert Huber |
| 22 gennaio 1989  | Hammarstrand      | Svezia           | Doppio con Norbert Huber |
| 20 febbraio 1989 | Calgary           | Canada           | Doppio con Norbert Huber |
| 17 dicembre 1989 | Igls              | Austria          | Doppio con Norbert Huber |
| 23 dicembre 1989 | Sigulda           | Unione Sovietica | Doppio con Norbert Huber |
| 21 gennaio 1990  | Sarajevo          | Jugoslavia       | Doppio con Norbert Huber |
| 16 dicembre 1990 | Sarajevo          | Jugoslavia       | Doppio con Norbert Huber |
| 20 gennaio 1991  | Winterberg        | Germania         | Doppio con Norbert Huber |
| 17 febbraio 1991 | Igls              | Austria          | Doppio con Norbert Huber |
| 17 novembre 1991 | Altenberg         | Germania         | Doppio con Norbert Huber |
| 24 novembre 1991 | Königssee         | Germania         | Doppio con Norbert Huber |
| 1º dicembre 1991 | Sigulda           | Lettonia         | Doppio con Norbert Huber |
| 17 dicembre 1991 | Igls              | Austria          | Doppio con Norbert Huber |
| 26 gennaio 1992  | Calgary           | Canada           | Doppio con Norbert Huber |
| 22 novembre 1992 | Igls              | Austria          | Doppio con Norbert Huber |
| 29 novembre 1992 | Altenberg         | Germania         | Doppio con Norbert Huber |
| 6 dicembre 1992  | Sigulda           | Lettonia         | Doppio con Norbert Huber |
| 24 gennaio 1993  | Königssee         | Germania         | Doppio con Norbert Huber |